# رجز
رَجَز نوعی از شعر با وزن خاصی که عموماً در جنگ و مقام تفاخر و… سروده می‌شود و در مقام بیان فخر و شرافت خود و اظهار شجاعت و برتری نسبت به دشمن می‌خواندند.

## ارجوزه
اُرجوزِه نوعی شعر قصیده گونه در بحر رجز است. همچنین بیشتر منظومه‌های علمی که در قالب مثنوی ساخته شده‌است، معمولاً ارجوزه خوانده می‌شود، مانند ارجوزه فی الطب از ابن سینا. ارجوزه خواندن به معنی شعر خواندن در معرکه و جنگ مثل رجزخوانی که امروزه معمول است و خودستایی کردن نیز آمده‌است. در کتاب‌های لغت عربی به فارسی ارجوزه را بیت کوتاه و شعر کوتاه نیز گفته‌اند.